# Torneig d'escacs Memorial Paul Keres

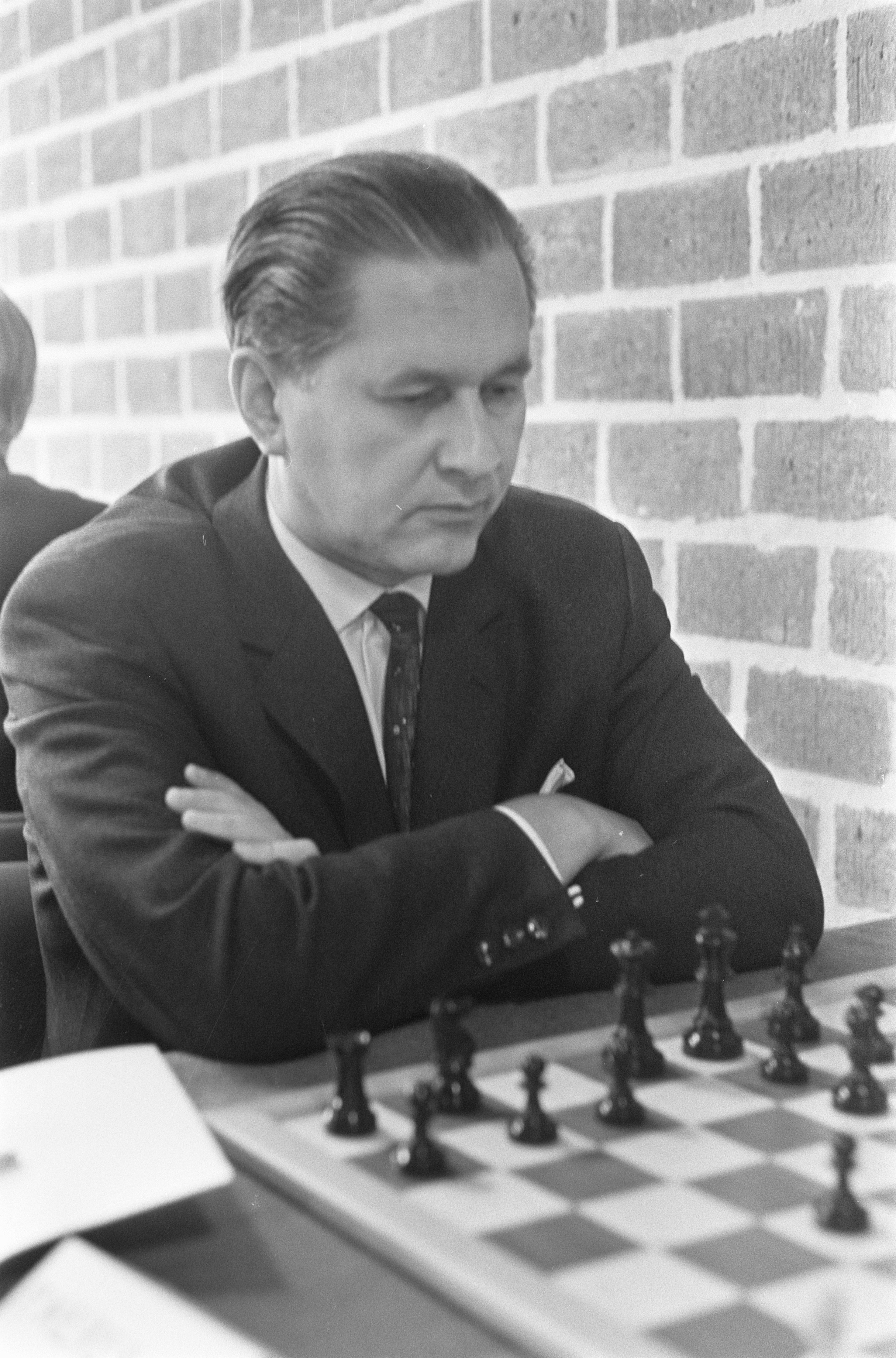
Paul Keres

El Torneig d'escacs Memorial Paul Keres és un torneig d'escacs en honor del Gran Mestre Paul Keres (1916–1975). Té lloc normalment a Vancouver (Canadà) i Tallinn (Estònia).
Dese del 1969 és un torneig anual que té lloc a Tallinn. Keres va guanyar aquest torneig els anys 1971 i 1975. Amb la mort de Keres, a partir del 1977 el torneig rep el nom commemoratiu de Paul Keres. Des del 1991, el torneig és anual i en format de partides ràpides. Des del 1999 també hi consta un torneig femení. En els darrers vint anys, a part d'aquest torneig ràpid, molts altres torneigs commemoratius han estat jugats en honor de Keres.
El 1975, Keres va guanyar un torneig a Vancouver. Fou el seu darrer torneig que ell va jugar, i mentre retornava a Estònia, va morir d'un atac de cor. Hi ha hagut un torneig commemoratiu anual a Vancouver de llavors ençà.

## Tallinn

### Internacional Tallinn
L'Internacional Tallinn ha tingut lloc cada dos anys entre el 1969 i el 1989. Va ser reanomenat per Torneig Keres a partir del 1977.
| #  | Any  | Guanyador                                 |
| -- | ---- | ----------------------------------------- |
| 1  | 1969 | Leonid Stein                              |
| 2  | 1971 | Mikhaïl Tal Paul Keres                    |
| 3  | 1973 | Mikhaïl Tal                               |
| 4  | 1975 | Paul Keres                                |
| 5  | 1977 | Mikhaïl Tal                               |
| 6  | 1979 | Tigran Petrossian                         |
| 7  | 1981 | Mikhaïl Tal                               |
| 8  | 1983 | Mikhaïl Tal                               |
| 9  | 1985 | Serguei Dolmàtov                          |
| 10 | 1987 | Mikhaïl Gurévitx                          |
| 11 | 1989 | Georgy Timoshenko Lembit Oll Jaan Ehlvest |

### Tallinn Ràpid
Des del 1991 l'internacional Tallinn ha estat reemplaçat per un torneig anual de partides ràpides. Des del 1999, el torneig consta d'un torneig femení seperat.
| #      | Any  | Guanyador                                          | Femení                         |
| ------ | ---- | -------------------------------------------------- | ------------------------------ |
| 1      | 1991 | Anto Remmel                                        |                                |
| 2      | 1992 | Leonid Yudasin                                     |                                |
| 3      | 1993 | Jaan Ehlvest                                       |                                |
| 4      | 1994 | Víktor Kortxnoi                                    |                                |
| 5      | 1995 | Lembit Oll                                         |                                |
| 6      | 1996 | Vassil Ivantxuk                                    |                                |
| 7      | 1997 | Víktor Gàvrikov                                    |                                |
| 8      | 1998 | Suat Atalık Lembit Oll                             |                                |
| 9      | 1999 | Víktor Gàvrikov                                    | Tatiana Stepovaia              |
| 10     | 2000 | Vassil Ivantxuk                                    | Tatiana Stepovaia              |
| 11     | 2001 | Jan Timman                                         | Viktorija Čmilytė              |
| 12     | 2002 | Víktor Gàvrikov                                    | Dana Reizniece-Ozola           |
| 13     | 2003 | Aleksandr Morozévitx                               | Pia Cramling                   |
| 14     | 2004 | Aleksei Xírov                                      | Maia Txiburdanidze             |
| 15     | 2005 | Aleksei Xírov                                      | Ekaterina Kovalévskaia         |
| 16     | 2006 | Vassil Ivantxuk Anatoli Kàrpov Rustam Kassimdjanov | Ilze Bērziņa                   |
| 18[16] | 2008 | Vladímir Malàkhov                                  | Ilze Bērziņa Viktorija Čmilytė |
| 19     | 2009 | Aleksei Dréiev Vasily Yemelin                      | Elisabeth Pähtz[17]            |
| 20     | 2011 | Aleksei Xírov                                      |                                |
| 21     | 2012 | Aleksei Xírov                                      |                                |
| 22     | 2013 | Aleksei Xírov                                      |                                |
| 23     | 2014 | Ígor Kovalenko                                     |                                |
| 24     | 2015 | Serguei Tiviàkov                                   |                                |
| 25     | 2016 | Ígor Kovalenko[18]                                 |                                |

### Festival Memorial Keres
En els anys 1990 hi ha hagut diversos Memorials Keres a Tallinn que varen ser jugats amb control de temps normal. Aquests torneigs semblen que han tingut lloc de forma irregular. Actualment hi ha un Festival Memorial Keres anual que va començar el 2004 amb un especial torneig de partides ràpides, on Viswanathan Anand va emergir com a guanyador, i va seguir amb un torneig regular. Els guanyadors del torneig regular del 2004 i els anys subsegüents són llistats a sota. El nivell d'aquests torneigs ha estat notablement més dèbil que dels torneigs ràpids.
| Any  | Guanyador                   |
| ---- | --------------------------- |
| 2004 | Kaido Külaots Artem Smirnov |
| 2005 | Meelis Kanep                |
| 2006 | Mikhail Rytshagov           |
| 2007 | Georgy Timoshenko           |
| 2008 | Vasily Yemelin              |
| 2010 | Olav Sepp[34]               |
| 2014 | Alexandre Danin[35]         |

## Vancouver
El torneig a Vancouver s'ha estat jugant des que Keres el va guanyar el 1975. Fou el darrer torneig de Keres, ja que va morir pocs dies després.
| #  | Any  | Guanyador                                                                    |
| -- | ---- | ---------------------------------------------------------------------------- |
|    | 1975 | Paul Keres                                                                   |
| 1  | 1976 | James Tarjan                                                                 |
| 2  | 1977 | John L. Watson                                                               |
| 3  | 1978 | Robert Zuk                                                                   |
| 4  | 1979 | Peter Biyiasas John Grefe James McCormick                                    |
| 5  | 1980 | Viktors Pūpols                                                               |
| 6  | 1981 | John Donaldson Ray Fasano                                                    |
| 7  | 1982 | John Donaldson Eric Tangborn                                                 |
| 8  | 1983 | John Donaldson                                                               |
| 9  | 1984 | Leon Piasetski Gordon Taylor Jeremy Silman Robert Zuk                        |
| 10 | 1985 | John Donaldson Lionel Joyner John Braley                                     |
| 11 | 1986 | Kevin Spraggett                                                              |
| 12 | 1987 | Tom O'Donnell                                                                |
| 13 | 1988 | Alex Kuznecov Kevin Spraggett                                                |
| 14 | 1989 | Juri Vetemaa                                                                 |
| 15 | 1990 | Jonathan Berry John Donaldson                                                |
| 16 | 1991 | Ľubomír Ftáčnik                                                              |
| 17 | 1992 | Ľubomír Ftáčnik                                                              |
| 18 | 1993 | Igor Štohl                                                                   |
| 19 | 1994 | Jonathan Berry Juri Vetemaa Gary Basanta                                     |
| 20 | 1995 | John Hallam Juri Vetemaa Yan Teplitsky                                       |
| 21 | 1996 | Georgi Orlov                                                                 |
| 22 | 1997 | Yan Teplitsky                                                                |
| 23 | 1998 | Kevin Spraggett                                                              |
| 24 | 1999 | Yan Teplitsky Georgi Orlov Jack Yoos                                         |
| 25 | 2000 | Vladímir Iepixin                                                             |
| 26 | 2001 | Georgi Orlov                                                                 |
| 27 | 2002 | Fanhao Meng Georgi Orlov Jack Yoos Besnik Beqo                               |
| 28 | 2003 | Georgi Orlov                                                                 |
| 29 | 2004 | Georgi Orlov                                                                 |
| 30 | 2005 | Jack Yoos                                                                    |
| 31 | 2006 | Alfred Pechisker                                                             |
| 32 | 2007 | Georgi Orlov                                                                 |
| 33 | 2008 | Georgi Orlov Bindi Cheng                                                     |
| 34 | 2009 | Jack Yoos                                                                    |
| 35 | 2010 | Jack Yoos Georgi Orlov Katerina Rohonyan Manuel Rivas Pastor Romà Jiganchine |
| 36 | 2011 | Georgi Orlov Maxim Doroshenko                                                |
| 37 | 2012 | Jack Yoos                                                                    |
| 38 | 2013 | Georgi Orlov                                                                 |
| 39 | 2014 | Georgi Orlov                                                                 |
| 40 | 2015 | Jason Cao                                                                    |